# René Souriac
Pour les articles homonymes, voir Souriac.
René Souriac est un historien français né en 1941.
Il fait référence pour l'histoire du Comminges.

## Biographie
Né en 1941 à Saint-Frajou (Haute-Garonne), René Souriac a fait ses études d'histoire à Toulouse.
Agrégé d'histoire en 1966, il entre à l'Université Toulouse le Mirail en 1969.
Docteur de Troisième Cycle en 1973, Docteur d'État en 1987 sur un sujet concernant un exemple de décentralisation administrative au XVIe siècle, le pays de Comminges. Professeur des universités en 1989, il s'est intéressé aux évolutions culturelles des sociétés européennes aux XVIe, XVIIe et XVIIIe siècles, d'où son intérêt pour l'histoire des sciences à cette époque.
Professeur émérite à l'université de Toulouse-II le Mirail,
Directeur du Service d'enseignement à distance de l'Université de Toulouse-Le Mirail (en 1996).
Depuis 1999, il est le président de la Société des études du Comminges ainsi que de la revue de Comminges et des Pyrénées Centrales. Il est aussi membre honoraire de l'Académie Julien Sacaze

## Publications
- Le comté de Comminges au milieu du XVIe siècle, Toulouse, CNRS, 1978.
- Histoire de France 1750-1995, Toulouse, Presses Universitaires Mirail, 1996, 2 tomes.
- Les mots de la Renaissance, Toulouse, Presses Universitaires Mirail, 2002.
- En collaboration avec Pierre-Jean Souriac, Les affrontements religieux en Europe, du début du XVIe siècle au milieu du XVIIe siècle, Paris, Belin, 2008.
- Petite histoire du Comminges, Morlaàs, Cairn, 2019.
- Nicole Andrieu, Géraud de Lavedan et René Souriac, Le livre des miracles de la Vierge Noire de la Daurade de Toulouse : vœux et processions dans la ville entre 1637 et 1790, faire face aux dérangements climatiques, Toulouse, Amis des archives de la Haute-Garonne, 2011, 184 p. (ISBN 978-2-907416-35-1, EAN 9782907416351)